# Лодевейкс, Патрик
Патрик Лодевейкс (нидерл. Patrick Lodewijks; 21 февраля 1967, Эйндховен) — нидерландский футболист и футбольный тренер.

## Карьера
Свою профессиональную карьеру начал в 1987 году, подписав контракт с ПСВ из своего родного Эйндховена. Основным голкипером ПСВ тогда был знаменитый Ханс ван Брёкелен, поэтому он за два сезона сыграл всего 11 матчей.
В 1989 году он становится игроком другого нидерландского клуба «Гронинген». Здесь он зарабатывает себе место основного вратаря команды и за девять сезонов сыграл за клуб чуть менее трёхсот игр. После таких хороших показателей Лодевейкс возвращается в ПСВ, где снова становится всего лишь вторым вратарём, основным голкипером команды уже был Роналд Ватеррёс.
После четырёх сезонов Патрик переходит в «Фейеноорд», где проводит более семидесяти игр. В 2007 году завершает карьеру игрока и остаётся работать в данном клубе в качестве тренера вратарей.

## Достижения
ПСВ
- Обладатель Кубка европейских чемпионов: 1987/88